# Anserin
Anserin (β-Alanyl-N-methyl-L-histidin) ist ein Dipeptid. Entdeckt wurde es in der Skelettmuskulatur und im Gehirn von Säugetieren. Es wirkt antioxidativ und schützt vor Ermüdung.
Der pKa-Wert des Imidazols im Histidin-Rest liegt hier bei 7,04. Es ist also ein effektiver Puffer im physiologischen pH-Bereich.
L-Carnosin ist dessen nichtmethyliertes Derivat.